# Garcetti contra Ceballos
Garcetti v. Ceballos, 547 US 410 (2006), es una decisión de la Corte Suprema de los Estados Unidos que involucra la protección de la libertad de expresión de la Primera Enmienda para los empleados del gobierno. El demandante en el caso era un fiscal de distrito que afirmó que le habían negado un ascenso por criticar la legitimidad de una resolución judicial. El Tribunal dictaminó, en una decisión de 5 a 4, que debido a que sus declaraciones se hicieron de conformidad con su posición como empleado público, en lugar de como ciudadano privado, su discurso no tenía la protección de la Primera Enmienda.

## Antecedentes
Richard Ceballos había estado empleado desde 1989 como fiscal de distrito adjunto de la Oficina del Fiscal de Distrito del Condado de Los Ángeles, que en ese momento estaba dirigida por Gil Garcetti. Después de que el abogado defensor en un caso penal pendiente se comunicó con Ceballos sobre su moción para impugnar una orden de registro crítica basada en inexactitudes en la declaración jurada de respaldo, Ceballos realizó su propia investigación y determinó que la declaración jurada contenía tergiversaciones graves. Ceballos se comunicó con el ayudante del alguacil que había jurado la declaración jurada pero no quedó satisfecho con sus explicaciones. Ceballos luego comunicó sus conclusiones a sus supervisores y presentó un memorándum en el que recomendaba la desestimación del caso. Posteriormente se llevó a cabo una reunión para discutir la declaración jurada con sus superiores y funcionarios del departamento del alguacil, lo que, según Ceballos, se volvió acalorada y acusatoria de su papel en el manejo del caso. A pesar de las preocupaciones de Ceballos, su supervisor decidió proceder con el enjuiciamiento. El juzgado de instrucción penal celebró una audiencia sobre el recurso, durante la cual Ceballos fue citado por la defensa para exponer sus observaciones sobre la declaración jurada. Sin embargo, el tribunal de primera instancia negó la moción y confirmó la orden de registro. 
Ceballos afirmó que posteriormente fue objeto de una serie de acciones laborales de represalia. Estos incluían la reasignación a un puesto diferente, el traslado a otro juzgado y la denegación de un ascenso. Inició una queja laboral, que fue denegada basándose en que no había sufrido represalias. 

### Procedimientos del tribunal de distrito
Ceballos luego presentó un reclamo de la sección 1983 en el Tribunal de Distrito de los Estados Unidos para el Distrito Central de California, afirmando que sus supervisores violaron la Primera Enmienda al tomar represalias contra él por su memorándum. Sus supervisores afirmaron que no hubo represalias, que los cambios en su trabajo fueron dictados por preocupaciones legítimas de personal y que, independientemente, el memorando de Ceballos no estaba constitucionalmente protegido bajo la Primera Enmienda. El Tribunal de Distrito concedió su moción de juicio sumario y concluyó que debido a que Ceballos escribió su memorándum de conformidad con los deberes de su empleo, no tenía derecho a la protección de la Primera Enmienda por el contenido del memorándum. Alternativamente, dictaminó que incluso si tenía un derecho de expresión protegido en este contexto, el derecho no estaba claramente establecido y, por lo tanto, la inmunidad calificada se aplicaba a las acciones de sus supervisores.

### Decisión de la Corte de Apelaciones
En la apelación, la Corte de Apelaciones del Noveno Circuito de EE. UU. revocó y sostuvo que su crítica de la orden en el memorándum constituía un discurso protegido por la Primera Enmienda. El tribunal aplicó el análisis establecido en el precedente de la Corte Suprema que analiza si la expresión en cuestión fue hecha por el hablante "como ciudadano sobre asuntos de interés público". Debido a que su memorándum se refería a lo que él pensaba que era una mala conducta gubernamental, el tribunal consideró que su tema era "inherentemente un asunto de interés público". Sin embargo, el tribunal no evaluó si se hizo en la calidad de ciudadano de Ceballos debido al fallo precedente del Noveno Circuito de que la Primera Enmienda se aplicaba a las declaraciones hechas en cumplimiento de un deber de empleo.
Habiendo concluido que el memorando de Ceballos cumplía con el requisito de interés público, la Corte de Apelaciones procedió a sopesar el interés de Ceballos en su discurso con el interés de sus supervisores en responder al mismo. El tribunal llegó a un equilibrio a favor de Ceballos, señalando que sus supervisores "ni siquiera sugirieron interrupción o ineficiencia en el funcionamiento de la Oficina del Fiscal de Distrito" como resultado del memorando. El tribunal concluyó además que los derechos de la Primera Enmienda de Ceballos estaban claramente establecidos y que las acciones del peticionario no eran objetivamente razonables.
El juez Diarmuid Fionntain O'Scannlain estuvo de acuerdo en que la decisión del panel fue impuesta por el precedente del circuito. No obstante, concluyó que el Circuito debe ser revisado y anulado: "cuando los empleados públicos hablan en el curso del desempeño de sus obligaciones laborales rutinarias y requeridas, no tienen ningún interés personal en el contenido de ese discurso que da lugar a un derecho de la Primera Enmienda."

## Opinión de la Corte
La Corte Suprema revocó el Noveno Circuito y dictaminó en una decisión de 5 a 4 dictada por el juez Anthony Kennedy que la Primera Enmienda no impide que los empleados sean sancionados por las expresiones que hacen en cumplimiento de sus deberes profesionales. El caso se había replanteado tras la jubilación de la jueza Sandra Day O'Connor, ya que la decisión estaba empatada sin ella; su sucesor, el juez Samuel Alito, rompió entonces el empate.
Los cuatro jueces disidentes, en tres disidencias escritas por los jueces John Paul Stevens, David Souter y Stephen Breyer, discreparon de la línea firme de la mayoría en contra de que la Primera Enmienda se aplicara alguna vez al discurso pronunciado dentro del ámbito del empleo público, argumentando que el mayor interés del gobierno en este contexto podría ser acomodado mediante la prueba de equilibrio ordinaria.

### Opinión mayoritaria de Kennedy
La Corte escribió que sus "precedentes no respaldan la existencia de una causa de acción constitucional detrás de cada declaración que hace un empleado público en el ejercicio de su trabajo". En cambio, los empleados públicos no hablan como ciudadanos cuando hablan para cumplir con una responsabilidad de su trabajo.
Aunque el discurso en cuestión se refería al tema de su empleo y se expresó dentro de su oficina en lugar de públicamente, el Tribunal no consideró ninguno de los hechos determinantes y señaló que los empleados en cualquier contexto pueden recibir la protección de la Primera Enmienda. En cambio, el "factor de control" fue que sus declaraciones se hicieron de conformidad con sus deberes como fiscal de distrito adjunto. Restringir dicho discurso, que "debe su existencia a las responsabilidades profesionales de un empleado público", en opinión del Tribunal, no violó ningún derecho que el empleado tenía como ciudadano privado. En cambio, las restricciones eran simplemente el control que un empleador ejercía "sobre lo que el propio empleador ha encargado o creado".
El Tribunal determinó que Ceballos no actuó como ciudadano cuando escribió el memorando que reconocía la disposición adecuada de un caso penal pendiente; en vez de eso, actuó como empleado del gobierno. El Tribunal consideró que este resultado era consistente con sus precedentes con respecto al discurso protegido de empleados públicos, porque prohibir las reclamaciones de la Primera Enmienda basadas en el "producto del trabajo de los empleados del gobierno", como el Tribunal describió el memorando en cuestión, no impediría que esos empleados participaran en debate público.
El Tribunal criticó el fallo del Noveno Circuito, que había percibido una "anomalía doctrinal" entre la toleración del discurso de empleados hecho públicamente pero no en cumplimiento de los deberes asignados. En cambio, el Tribunal encontró una razón para limitar la protección de la Primera Enmienda a las declaraciones públicas hechas fuera del alcance de los deberes oficiales, "porque ese es el tipo de actividad que realizan los ciudadanos que no trabajan para el gobierno".
El Tribunal finalmente rechazó el argumento planteado en la disidencia del juez Souter de que los empleadores podrían restringir los derechos de los empleados "al crear descripciones de trabajo excesivamente amplias". En cambio, el Tribunal observó que las descripciones formales del trabajo no siempre se corresponden con los deberes reales esperados, "y la lista de una tarea dada en la descripción escrita del trabajo de un empleado no es necesaria ni suficiente para demostrar que la realización de la tarea está dentro del alcance de los deberes del empleado para propósitos de la Primera Enmienda. La Corte también reservó para una decisión futura la cuestión de si su análisis se aplicaría de la misma manera a un caso que involucre un discurso relacionado con la erudición o la enseñanza.

### Disidencia de Stevens
El juez Stevens presentó una breve disidencia. Aunque estuvo de acuerdo con la determinación de la mayoría de que un supervisor puede tomar medidas correctivas contra el discurso "incendiario o equivocado", cuestionó si la misma lógica se aplica contra el "discurso no deseado" que "revela hechos que el supervisor preferiría que nadie más descubriera". Citando al caso Givhan contra Distrito Escolar Consolidado de Western Line (1979), el juez Stevens discrepó enfáticamente con la noción de que había una diferencia categórica entre el discurso pronunciado por un ciudadano o por un empleado en el ejercicio de sus funciones. En Givhan, al fallar sobre la cuestión de una profesora de inglés que expresó su preocupación al director sobre las prácticas de empleo racistas de la escuela, el Tribunal no evaluó si estas preocupaciones se plantearon de acuerdo con sus deberes laborales. En consecuencia, “nuestro silencio [en Givhan]... demuestra que el punto era irrelevante”. Stevens agregó que no tendría sentido que la protección constitucional de las mismas palabras esté subordinada a si se pronuncian como parte de los deberes laborales; además, sería “perverso” que el Tribunal esencialmente creara un incentivo para que los empleados pasen por alto los canales de resolución especificados por el empleador y expresen sus preocupaciones directamente al público.

### Disidencia de Souter
A la disidencia del juez Souter se unieron los jueces Stevens y Ginsburg.
Al igual que el juez Stevens, Souter estuvo de acuerdo con la mayoría en que un empleador del gobierno tiene un interés activo en lograr sus objetivos y puede tomar las medidas correspondientes para garantizar la "competencia, la honestidad y el juicio" de sus empleados. Sin embargo, argumentó que los intereses de abordar las irregularidades oficiales y las amenazas a la salud y la seguridad pueden superar los intereses del empleador y que, en tales casos, los empleados públicos son elegibles para las protecciones de la Primera Enmienda.
Souter subrayó que los empleados del gobierno a menudo pueden estar en mejores posiciones para conocer los problemas que existen en las agencias de sus empleadores. Citando a Givhan, Souter dijo que, según la opinión de la mayoría, el maestro de inglés está protegido cuando se queja al director de una política de contratación discriminatoria, ya que dicha política no forma parte de la descripción del trabajo del maestro; sin embargo, si una oficina de personal escolar hiciera la misma denuncia, no tendría derecho a la misma protección. "Este es un lugar extraño para hacer una distinción", señaló Souter, particularmente porque la mayoría, en su opinión, no justificó su elección de distinción.
La decisión de la Corte de calificar la protección del discurso en Pickering v. Junta de Ed. del Distrito de Escuelas Secundarias del Municipio. (1968), tuvo como objetivo crear un equilibrio que resolviera la tensión entre el interés individual y público en el discurso por un lado, y el interés del empleador público en la operación eficiente, por el otro. Souter escribió que la necesidad de equilibrar estas necesidades contrapuestas difícilmente desaparece cuando el empleado habla sobre temas que su trabajo requiere que él aborde. Como se señaló en Waters, supra, es probable que dicho empleado esté íntimamente consciente de la naturaleza precisa del problema exactamente porque cae dentro de sus funciones.
Aunque compartía las preocupaciones de la mayoría sobre el interés del empleador en mantener el civismo y la competencia en el lugar de trabajo, Souter no creía que tal interés requiriera una exclusión categórica de las protecciones de la Primera Enmienda. De hecho, agregó, el objetivo de la mayoría de las adjudicaciones constitucionales es "resistir la demanda de que el ganador se lo lleva todo" que ha ocurrido bajo la opinión de la mayoría. También expresó su preocupación de que los empleadores del gobierno ampliarían las descripciones de los trabajos de sus empleados para excluir aún más la protección de expresión que actualmente está protegida por la Primera Enmienda.
Souter elaboró dos razones por las que un ajuste en línea con la prueba de equilibrio de Pickering sería factible en este caso. En primer lugar, el alcance de la autoridad del empleador público sobre el discurso se puede predeterminar de antemano para establecer una especie de barrera que el empleado que participe en el discurso tendría que superar. De esta manera, el empleado que habla sobre asuntos en el curso de su empleo no podría superar la barrera a menos que hable "sobre un asunto de importancia inusual y satisfaga altos estándares de responsabilidad en la forma en que lo hace". Además, si la incorporación de dicho estándar no logra desalentar una acción sin mérito, el asunto se resolvería a nivel de sentencia sumaria.
La segunda razón que citó Souter para usar a la decisión Pickering en el caso en cuestión estaba relacionada con los resultados legales en los niveles del Circuito. Señaló que las protecciones de la Primera Enmienda incluso menos limitadas que las articuladas anteriormente han estado disponibles en el Noveno Circuito durante casi dos décadas, pero la existencia de estas protecciones no resultó en una "inundación debilitante de litigación" allí o en los otros Circuitos.
Souter también reprendió a la mayoría por aceptar el punto de vista incorrecto de que cualquier declaración hecha por un empleado público constituye, o debe ser tratada como, el discurso del propio gobierno, porque tal punto de vista es válido solo cuando un empleado público es contratado para promover una política particular por comunicar un mensaje en particular. Además, no estuvo de acuerdo con el argumento de la mayoría para limitar la doctrina Pickering, que sostenía que las protecciones de la Primera Enmienda eran innecesarias a la luz de la existencia de un conjunto integral de estatutos estatales y federales que protegían a los denunciantes del gobierno. Souter señaló que el discurso que abordó las irregularidades oficiales bien puede estar desprotegido bajo las protecciones legales existentes (por ejemplo, el maestro en Givhan no calificaría como alertador).
Finalmente, Souter también expresó su preocupación por la amplitud de la participación mayoritaria, y señaló que era lo suficientemente amplia como para poner en peligro incluso la protección de la libertad académica de la Primera Enmienda en los colegios y universidades públicas.

### Disidencia de Breyer
El juez Breyer disintió de la opinión de la mayoría; también señaló que no podía aceptar la respuesta del juez Souter como satisfactoria.
Breyer estuvo de acuerdo en que las protecciones de la Primera Enmienda no pueden ser universales para el discurso de pluralidad, el discurso político o el discurso del gobierno. En los casos en que se trata del discurso de los empleados del gobierno, las protecciones de la Primera Enmienda existen solo cuando dicha protección no interfiere indebidamente con los intereses gubernamentales. En los casos en que el empleado habla como ciudadano sobre asuntos de interés público, el discurso recibe protección solo si pasa la prueba de equilibrio de Pickering. Sin embargo, casos anteriores no decidieron qué prueba de detección debe utilizar un juez en circunstancias en las que el empleado del gobierno habla sobre asuntos de interés público y habla en el curso de sus deberes de empleado público.
Al igual que Souter, Breyer creía que la afirmación de la mayoría de que las protecciones de la Primera Enmienda no se extienden a los empleados públicos que hablan en cumplimiento de sus deberes oficiales era demasiado absoluta. En el presente caso, el discurso fue un discurso profesional, ya que fue pronunciado por un abogado. Como tal, se rige también por los "cánones de la profesión"; estos cánones contienen una obligación de hablar en ciertos casos. En los casos en que esto ocurre, el interés del gobierno en prohibir ese discurso se ve disminuido.
Además, Breyer escribió que la propia Constitución impone obligaciones de expresión a los empleados profesionales. Por ejemplo, un fiscal tiene la obligación constitucional de preservar y comunicar a la defensa las pruebas exculpatorias en poder del gobierno. Por lo tanto, cuando existen tales obligaciones tanto profesionales como constitucionales, "aumenta la necesidad de proteger el discurso del empleado, probablemente disminuye la necesidad de una autoridad gubernamental amplia y es muy probable que se disponga de estándares administrables". Breyer agregó que en tales casos, la Constitución requiere una protección especial del discurso de los empleados y se debe aplicar la prueba de equilibrio de Pickering.
Aunque Breyer señaló que está de acuerdo con gran parte del análisis de Souter, escribió que el estándar constitucional de Souter no da suficiente peso a las serias "preocupaciones gerenciales y administrativas" descritas por la mayoría. La barrera propuesta por Souter no descartaría muchos casos, porque hay demasiados temas de interés público; además, el discurso de una gran cantidad de empleados públicos se relaciona con las fechorías, la salud, la seguridad y la honestidad, y tal regla protegería el discurso de un empleado involucrado en casi cualquier función pública. El problema de una cobertura tan amplia es que la norma enunciada por Souter no evitaría la necesidad judicial de "hacer el balance en primer lugar".

## Desarrollos posteriores
En una entrevista telefónica con el San Francisco Chronicle, Ceballos dijo: "Pone al empleado público promedio en un gran aprieto... Creo que los empleados del gobierno estarán más inclinados a guardar silencio".
La protesta entre los defensores de los alertadores y los defensores de la Primera Enmienda fue particularmente extensa. El abogado denunciante Stephen M. Kohn calificó el fallo como "el mayor revés individual para los alertadores en los tribunales en los últimos 25 años". Según el fallo, dice Kohn, los empleados públicos, los 22 millones de ellos, no tienen derechos de la Primera Enmienda cuando actúan en calidad oficial y, en muchos casos, no están protegidos contra represalias. Kohn estima que "no menos del 90 por ciento de todos los denunciantes perderán sus casos sobre la base de esta decisión".
El blog de derecho Balkinization publicó una revisión extensa de la decisión del escritor invitado Marty Lederman y un análisis del propietario del blog Jack Balkin.
En 2014, la Corte de Apelaciones del Noveno Circuito circunscribió a Garcetti, dictaminando en Demers v. Austin que la Primera Enmienda protege el discurso de la facultad que critica a los administradores universitarios sobre temas de interés público relacionados con la enseñanza o la erudición. La decisión, escrita por William A. Fletcher, esencialmente extiende la protección de la libertad de expresión al proceso conocido como gobierno compartido.

## Otras lecturas
- Riera-Seivane, Jaime A., La libertad de expresión de los empleados públicos (Garcetti v. Ceballos y su eventual efecto en Pickering v. Bd. de Educ.), Rdo. Colegio de Abogados de Puerto Rico, vol. 66 núm. 2, pág. 93.
- Riera-Seivane, Jaime A., El golpe a la libertad de expresión, Garcetti v. Ceballos, Ley y Foro, 16 Año 6, Núm. 3, Pág. 16.